# Tsootsha
Tsootsha – wieś w Botswanie w dystrykcie Ghanzi. Według spisu ludności z 2001 roku wieś liczyła 1397 mieszkańców.